# Francavilla Calcio 1983-1984
Questa pagina raccoglie le informazioni riguardanti il Francavilla Calcio nelle competizioni ufficiali della stagione 1983-1984.

## Stagione
Ritornato prontamente in Serie C1 dopo la retrocessione di due anni addietro, il Francavilla si rende artefice della miglior stagione della sua storia calcistica, sfiorando una clamorosa seconda promozione consecutiva ed uno storico approdo in Serie B.
I giallorossi, infatti, partiti fra lo scetticismo generale e indossando il saio dell'umiltà,  chiudono incredibilmente il torneo al terzo posto, appaiati al Casarano, ad un solo punto dal Taranto promosso che affiancherà il Bari in Serie B.
La squadra lotta fino alla fine gomito a gomito con Taranto e Casarano ma la promozione sfuma alla penultima giornata: curioso il fatto che, nella stagione che vide due squadre pugliesi promosse in serie B, sarà proprio un'altra squadra della Puglia (il Barletta) a negare la gioia della promozione al Francavilla, imponendogli lo 0-0 casalingo e consegnando di fatto la cadetteria ai cugini del Taranto.
Il neoacquisto Marco Rossi, giovane attaccante prelevato dal Cesena con cui lo scorso anno ha esordito in Serie A, ripaga la fiducia della Società laurendosi miglior marcatore della squadra con 10 reti.
In Coppa Italia di Categoria, dopo aver superato il turno eliminatorio vincendo il Girone "P" davanti a Frosinone,Teramo e Giulianova, la corsa degli adriatici si arresta ai sedicesimi di finale, dove vengono eliminati per mano dell'Ancona.

## Rosa
| N. |                   | Ruolo | Calciatore             |
| -- | ----------------- | ----- | ---------------------- |
|    | Italia (bandiera) | C     | Pasqualino Borsellino  |
|    | Italia (bandiera) | C     | Silvio Budellacci      |
|    | Italia (bandiera) | D     | Roberto Canestrari     |
|    | Italia (bandiera) | D     | Stefano Calcagni       |
|    | Italia (bandiera) | C     | Salvo Fulvio D'Adderio |
|    | Italia (bandiera) |       | Del Prete              |
|    | Italia (bandiera) | D     | Marco Giampietro       |
|    | Italia (bandiera) | P     | Enrico Lattuada        |
|    | Italia (bandiera) | C     | Fabio Lupo             |
|    | Italia (bandiera) | A     | Sergio Magistrelli     |

| N. |                   | Ruolo | Calciatore          |
| -- | ----------------- | ----- | ------------------- |
|    | Italia (bandiera) | C     | Sandro Magnini      |
|    | Italia (bandiera) | C     | Massimo Marchini    |
|    | Italia (bandiera) | C     | Fabrizio Mastini    |
|    | Italia (bandiera) | D     | Maurizio Miranda    |
|    | Italia (bandiera) | C     | Bruno Nobili        |
|    | Italia (bandiera) | D     | Massimo Peveri      |
|    | Italia (bandiera) | C     | Luigi Pierleoni     |
|    | Italia (bandiera) | A     | Marco Rossi         |
|    | Italia (bandiera) | D     | Francesco Schiraldi |
|    | Italia (bandiera) | A     | Alessandro Susi     |

## Risultati

### Campionato

#### Girone di andata
| 18 settembre 1983 1ª giornata | Taranto | 1 – 0 | Francavilla |  |

| 25 settembre 1983 2ª giornata | Francavilla | 3 – 1 | Rende |  |

| 2 ottobre 1983 3ª giornata | Virtus Casarano | 1 – 0 | Francavilla |  |

| 9 ottobre 1983 4ª giornata | Francavilla | 1 – 0 | Messina |  |

| 16 ottobre 1983 5ª giornata | Campania | 0 – 1 | Francavilla |  |

| 23 ottobre 1983 6ª giornata | Francavilla | 1 – 1 | Akragas |  |

| 30 ottobre 1983 7ª giornata | Casertana | 1 – 2 | Francavilla |  |

| 6 novembre 1983 8ª giornata | Francavilla | 1 – 1 | Foggia |  |

| 13 novembre 1983 9ª giornata | Benevento | 1 – 0 | Francavilla |  |

| 20 novembre 1983 10ª giornata | Francavilla | 1 – 0 | Salernitana |  |

| 27 novembre 1983 11ª giornata | Cosenza | 1 – 1 | Francavilla |  |

| 4 dicembre 1983 12ª giornata | Francavilla | 2 – 0 | Foligno |  |

| 11 dicembre 1983 13ª giornata | Bari | 2 – 1 | Francavilla |  |

| 18 dicembre 1983 14ª giornata | Francavilla | 0 – 0 | Civitanovese |  |

| 8 gennaio 1983 15ª giornata | Siena | 1 – 1 | Francavilla |  |

| 15 gennaio 1983 16ª giornata | Barletta | 0 – 0 | Francavilla |  |

| 22 gennaio 1983 17ª giornata | Francavilla | 1 – 1 | Ternana |  |

#### Girone di ritorno
| 29 gennaio 1984 18ª giornata | Francavilla | 0 – 0 | Taranto |  |

| 5 febbraio 1984 19ª giornata | Rende | 1 – 1 | Francavilla |  |

| 12 febbraio 1984 20ª giornata | Francavilla | 3 – 1 | Casarano |  |

| 19 febbraio 1984 21ª giornata | Messina | 0 – 0 | Francavilla |  |

| 26 febbraio 1984 22ª giornata | Francavilla | 3 – 2 | Campania |  |

| 4 marzo 1984 23ª giornata | Akragas | 0 – 0 | Francavilla |  |

| 11 marzo 1984 24ª giornata | Francavilla | 0 – 0 | Casertana |  |

| 18 marzo 1984 25ª giornata | Foggia | 0 – 0 | Francavilla |  |

| 1º aprile 1984 26ª giornata | Francavilla | 4 – 0 | Benevento |  |

| 8 aprile 1984 27ª giornata | Salernitana | 3 – 4 | Francavilla |  |

| 15 aprile 1984 28ª giornata | Francavilla | 0 – 0 | Cosenza |  |

| 29 aprile 1984 29ª giornata | Foligno | 2 – 1 | Francavilla |  |

| 6 maggio 1984 30ª giornata | Francavilla | 0 – 0 | Bari |  |

| 13 maggio 1984 31ª giornata | Civitanovese | 0 – 1 | Francavilla |  |

| 20 maggio 1984 32ª giornata | Francavilla | 3 – 1 | Siena |  |

| 27 maggio 1984 33ª giornata | Francavilla | 0 – 0 | Barletta |  |

| 3 giugno 1984 34ª giornata | Ternana | 2 – 2 | Francavilla |  |